# 74.ª edición de los Premios Óscar
La 74.ª edición de los Óscar premió a las mejores películas de 2001. Organizada por la Academia de Artes y Ciencias Cinematográficas, tuvo lugar en el Teatro Kodak de Los Ángeles (Estados Unidos) el 24 de marzo de 2002.
Los atentados del 11 de septiembre afectó la transmisión y los eventos circundantes. A pesar de las especulaciones y sugerencias de que las festividades se pospongan o cancelen, el presidente de AMPAS, Pierson, escribió en una columna Variety negándose a tomar tal medida afirmando que enviaría el mensaje de que "los terroristas han ganado".
En la noche de los Oscar, Tom Cruise abrió el espectáculo y afirmó que el trabajo de los cineastas era hacer películas en tiempos difíciles. Además, más tarde esa misma noche, Goldberg presentó al escenario a un "ícono de Nueva York" y el cineasta y director Woody Allen, que anteriormente se había negado a asistir a la ceremonia, hizo una aparición sorpresa. Fue recibido con una gran ovación de miembros de la audiencia, incluidos Baz Luhrmann, Ron Howard, Jennifer Connelly, Washington y Ethan Hawke. Explicó que después de los acontecimientos ocurridos en septiembre estaba allí para representar a la ciudad que tanto amaba y suplicar a los cineastas que siguieran filmando en la ciudad de Nueva York. Woody luego presentó un montaje cinematográfico creado por su colega neoyorquino y guionista Nora Ephron saludando a la ciudad de Nueva York en una película.
Las nominaciones se dieron a conocer el 12 de febrero de 2002, en el Samuel Goldwyn Theater en Beverly Hills, por Frank Pierson, presidente de la academia, y la actriz Marcia Gay Harden. El Señor de los Anillos: la Comunidad del Anillo consiguió trece nominaciones, seguida de Una mente maravillosa y Moulin Rouge! con ocho cada una.
Finalmente sería A Beautiful Mind, la gran ganadora. DreamWorks se convirtió en la segundo productora en conseguir el premio de Mejor película tres veces consecutivas (después de haberlas ganado por American Beauty en 1999 y Gladiatoren el 2000. Denzel Washington se convirtió en el segundo actor negro en llevarse el premio al mejor actor después de que Sidney Poitier lo hiciera en 1963, mientras que Halle Berry se convirtió en la primera actirz negra en hacer lo propio en la categoría de mejor actriz. Por otro lado, Judi Dench en la categoría actriz principal y Kate Winslet en el de secundario, se convirtieron en la segunda par de actrices nominadas por el mismo personaje: el de Iris Murdoch en la película Iris. 

## Candidaturas y ganadores
Con la victoria de A Beautiful Mind,  DreamWorks se convirtió en el segundo estudio cinematográfico en tener 3 largometrajes ganadoras del Oscar a Mejor película de forma consecutiva (el estudio ganó anteriormente en esta categoría por American Beauty y Gladiator). Denzel Washington se convirtió en el segundo actor afrodescendiente en ganar el Oscar a mejor actor, el primero en lograr esta hazaña fue el actor Sidney Poitier por la película Los lirios del valle en 1963. Por su parte Halle Berry se convirtió en la primera actriz afrodescendiente en ganar el Oscar a Mejor actriz. Judi Dench y Kate Winslet obtuvieron una nominación al Oscar  por su interpretaciones en el papel de Iris Murdoch en la película  Iris en las categoría de Mejor actriz  y Mejor actriz de reparto respectivamente, convirtiéndose en la segunda pareja de actrices en conseguir una nominación al Oscar por interpretar a una misma personaje en una misma película.

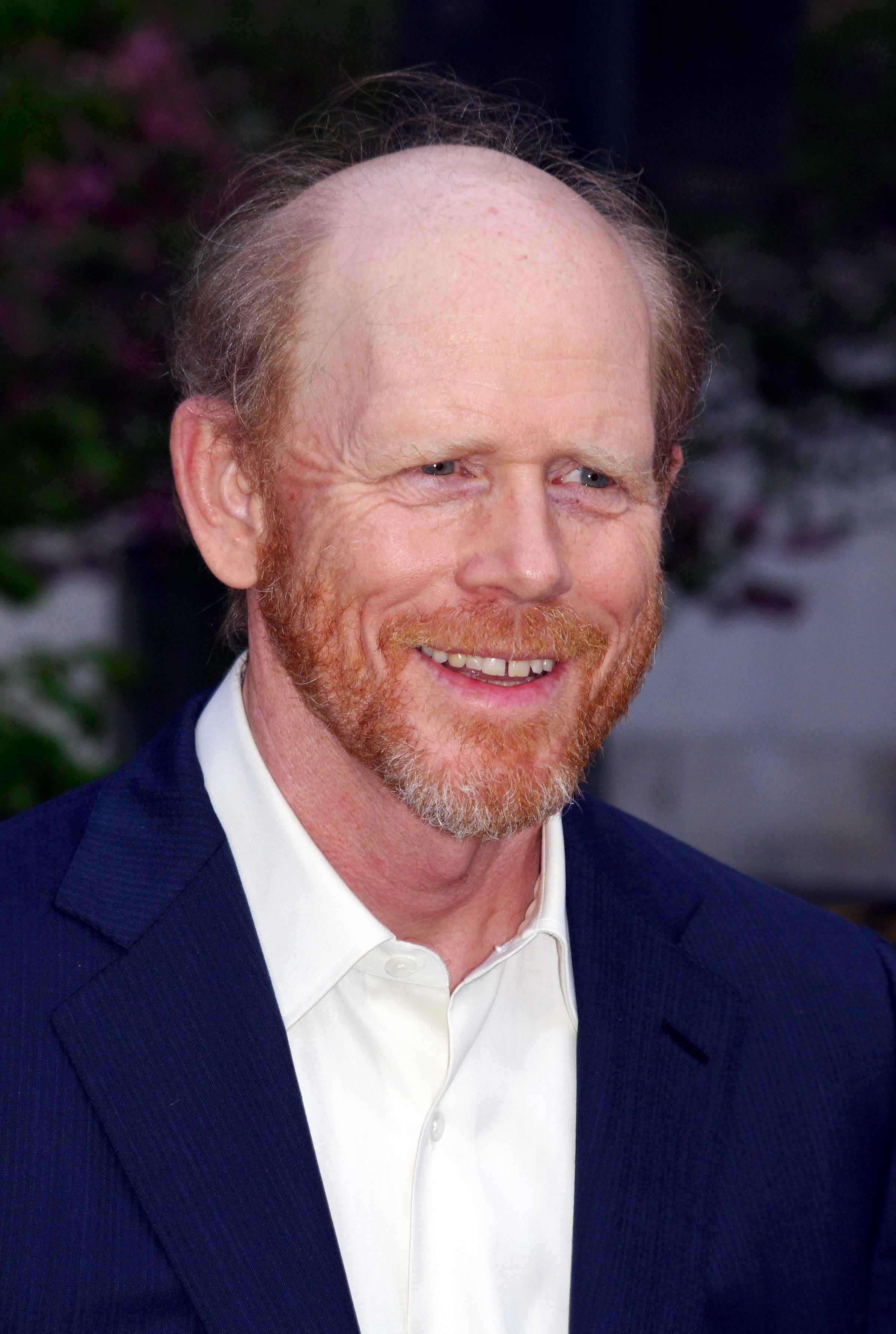
Ron Howard fue el ganador del Óscar al mejor director por A Beautiful Mind.

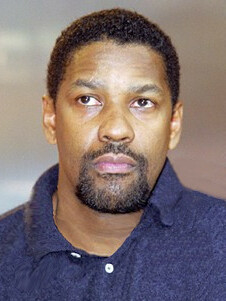
Denzel Washington fue el ganador del Óscar al mejor actor por Training Day.

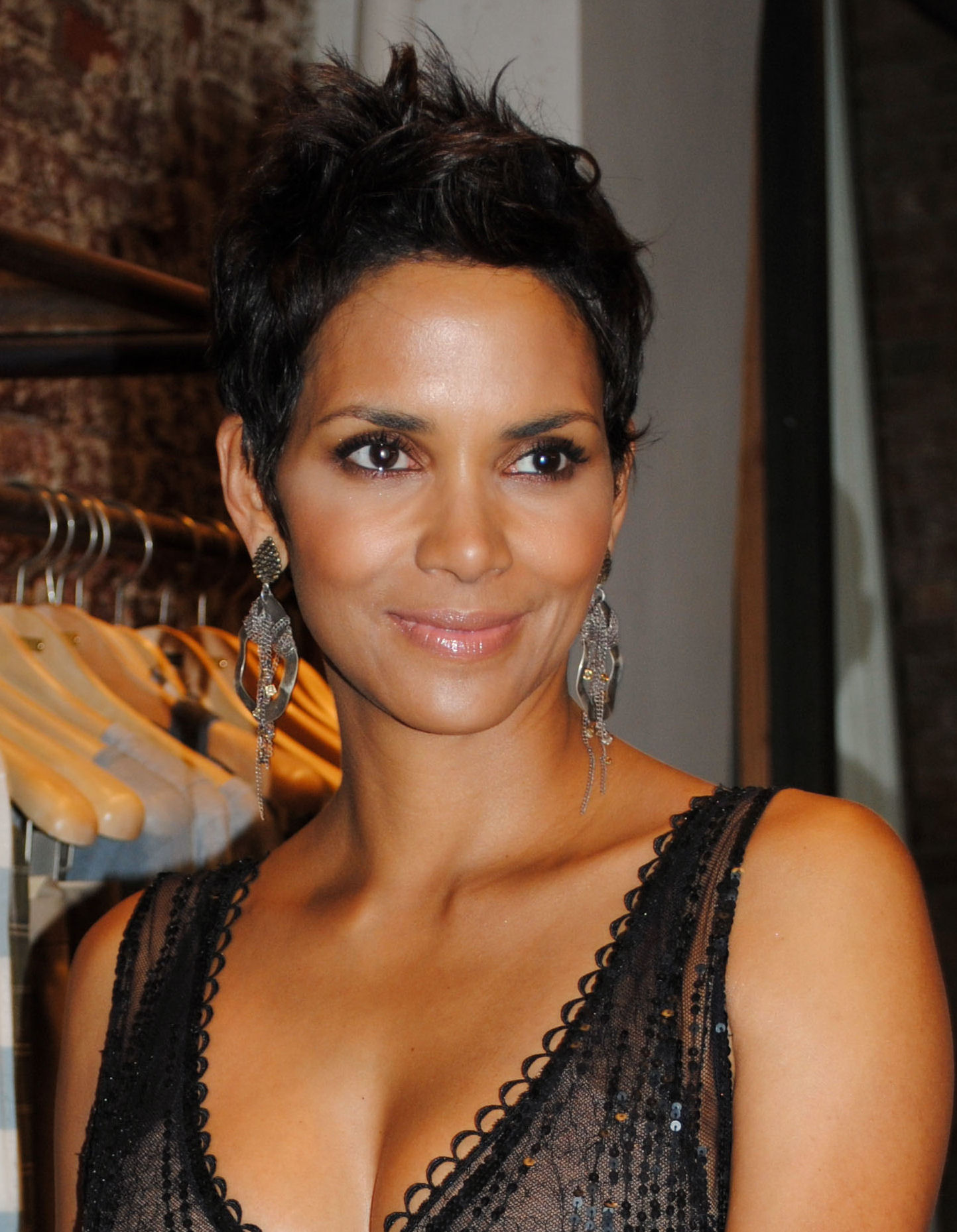
Halle Berry fue la ganadora del Óscar a mejor actriz por Monster's Ball.

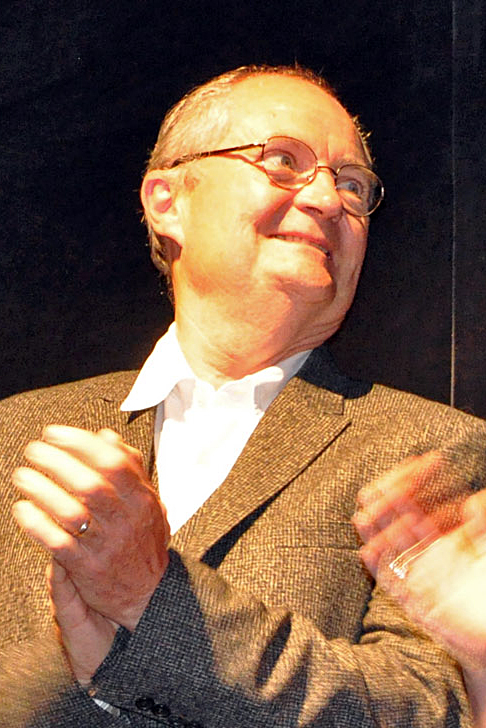
Jim Broadbent fue el ganador del Óscar a mejor actor de reparto por Iris.

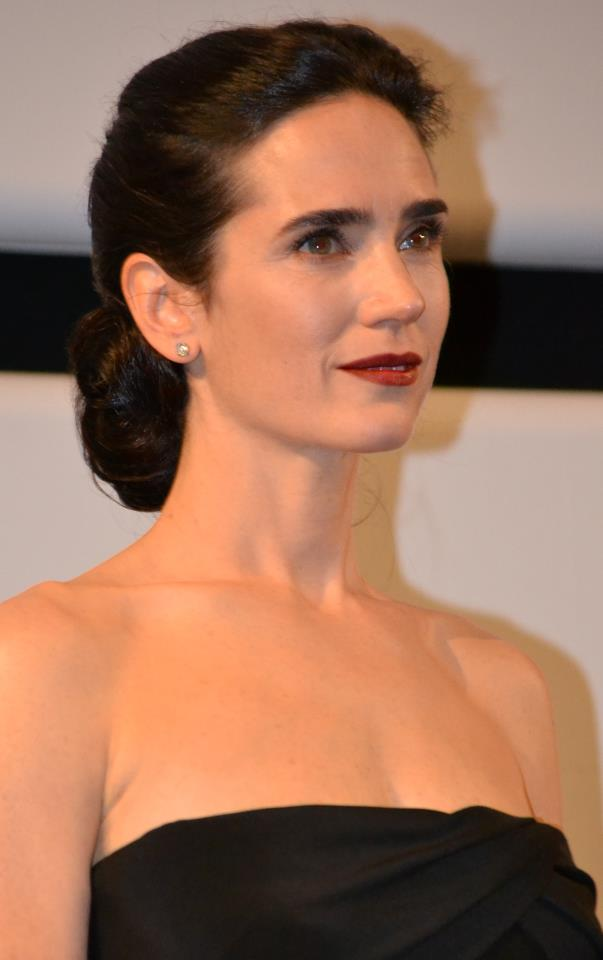
Jennifer Connelly fue la ganadora del Óscar a la mejor actriz de reparto por A Beautiful Mind.

 Indica el ganador dentro de cada categoría.
| Mejor película Presentado por: Tom Hanks | Mejor director Presentado por: Mel Gibson |
| --- | --- |
| A Beautiful Mind (Una mente maravillosa) — Brian Grazer y Ron Howard | Ron Howard — A Beautiful Mind (Una mente maravillosa) |
| - Gosford Park — Robert Altman, Bob Balaban y David Levy - In the Bedroom (En la habitación) — Ross Katz, Todd Field y Graham Leader - The Lord of the Rings: The Fellowship of The Ring (El Señor de los Anillos: la Comunidad del Anillo) — Peter Jackson, Fran Walsh y Barrie M. Osborne. - Moulin Rouge! — Baz Luhrmann, Fred Baron y Martin Brown | - Robert Altman — Gosford Park - Peter Jackson — The Lord of the Rings: The Fellowship of The Ring (El Señor de los Anillos: la Comunidad del Anillo) - David Lynch — Mulholland Drive - Ridley Scott — Black Hawk Down (Black Hawk derribado) |
| Mejor actor Presentado por: Julia Roberts | Mejor actriz Presentado por: Russell Crowe |
| Denzel Washington — Training Day (Día de entrenamiento) como Alonzo Harris | Halle Berry — Monster's Ball como Leticia Musgrove |
| - Russell Crowe — A Beautiful Mind (Una mente maravillosa) como John Forbes Nash Jr. - Sean Penn — I am Sam (Yo soy Sam) como Sam Dawson - Will Smith — Ali como Muhammad Ali - Tom Wilkinson — In the Bedroom (En la habitación) como Dr. Matthew Fowler | - Judi Dench — Iris como Iris Murdoch - Nicole Kidman — Moulin Rouge! como Satine - Sissy Spacek — In the Bedroom (En la habitación) como Ruth Fowler - Renée Zellweger — Bridget Jones's Diary (El diario de Bridget Jones) como Bridget Jones |
| Mejor actor de reparto Presentado por: Marcia Gay Harden | Mejor actriz de reparto Presentado por: Benicio Del Toro |
| Jim Broadbent — Iris como John Bayley | Jennifer Connelly — A Beautiful Mind (Una mente maravillosa) como Alicia Nash |
| - Ethan Hawke — Training Day (Día de entrenamiento) como Jake Hoyt - Ben Kingsley — Sexy Beast como Don Logan - Ian McKellen — The Lord of the Rings: The Fellowship of The Ring (El Señor de los Anillos: la Comunidad del Anillo) como Gandalf - Jon Voight — Ali como Howard Cosell | - Helen Mirren — Gosford Park como Jane Wilson - Maggie Smith — Gosford Park como Constance Trentham - Marisa Tomei — In the Bedroom (En la habitación) como Natalie Strout - Kate Winslet — Iris como Iris Murdoch |
| Mejor guion original Presentado por: Gwyneth Paltrow y Ethan Hawke | Mejor guion adaptado Presentado por: Gwyneth Paltrow y Ethan Hawke |
| Gosford Park — Julian Fellowes | A Beautiful Mind (Una mente maravillosa) — Akiva Goldsman basado en Una mente brillante por Sylvia Nasar |
| - Le fabuleux destin d'Amélie Poulain (Amélie) — Guillaume Laurant y Jean-Pierre Jeunet - Memento — Christopher Nolan y Jonathan Nolan - Monster's Ball — Milo Addica y Will Rokos - The Royal Tenenbaums (Los Tenenbaums. Una familia de genios) — Wes Anderson y Owen Wilson | - The Lord of the Rings: The Fellowship of The Ring (El Señor de los Anillos: la Comunidad del Anillo) — Fran Walsh, Philippa Boyens y Peter Jackson basado en La Comunidad del Anillo por J. R. R. Tolkien - Ghost World — Daniel Clowes y Terry Zwigoff basado en Ghost World de Daniel Clowes - In the Bedroom (En la habitación) — Rob Festinger y Todd Field basado en Killings por Andre Dubus - Shrek — Ted Elliott, Terry Rossio, Joe Stillman y Roger S.H. Schulman basado en Shrek! por William Steig |
| Mejor película de animación Presentado por: Nathan Lane | Mejor película extranjera (de habla no inglesa) Presentado por: John Travolta y Sharon Stone |
| Shrek — Aron Warner | No Man's Land (En tierra de nadie) (Bosnia y Herzegovina) en bosnio — Danis Tanović |
| - Jimmy Neutron, Boy Genius (Jimmy Neutrón: El niño genio) — Steve Oedekerk y John A. Davis - Monsters, Inc. (Monsters S.A.) — Pete Docter y John Lasseter | - Le fabuleux destin d'Amélie Poulain (Amélie) (Francia) en francés — Jean-Pierre Jeunet. - El hijo de la novia (Argentina) en español — Juan José Campanella - Elling (Noruega) en noruego — Peter Naess - Lagaan (India) en hindi y bhoshpuri — Ashutosh Gowariker |
| Mejor documental largo Presentado por: Samuel L. Jackson | Mejor documental corto Presentado por: Samuel L. Jackson |
| Un coupable idéal — Jean-Xavier de Lestrade y Denis Poncet | Thoth — Sarah Kernochan y Lynn Appelle |
| - Children Underground — Edet Belzberg - LaLee's Kin: The Legacy of Cotton — Susan Froemke y Deborah Dickson - Promesas — Justine Shapiro y B.Z. Goldberg - War Photographer — Christian Frei | - Artists and Orphans: A True Drama — Lianne Klapper McNally - Sing! — Freida Lee Mock y Jessica Sanders |
| Mejor cortometraje Presentado por: Hugh Jackman y Naomi Watts | Mejor cortometraje animado Presentado por: Hugh Jackman y Naomi Watts |
| The Accountant — Ray McKinnon y Lisa Blount | For the Birds — Ralph Eggleston |
| - A Man Thing (Meska Sprawa) — Slawomir Fabicki y Bogumil Godfrejow - Copy Shop — Virgil Widrich - Gregor’s Greatest Invention — Johannes Kiefer - Speed for Thespians — Kalman Apple y Shameela Bakhsh | - Fifty Percent Grey — Ruairí Robinson y Seamus Byrne - Give Up Yer Aul Sins — Cathal Gaffney y Darragh O’Connell - Strange Invaders — Cordell Barker - Stubble Trouble — Joseph E. Merideth |
| Mejor banda sonora Presentado por: Hugh Grant y Sandra Bullock | Mejor canción original Presentado por: Jennifer Lopez |
| The Lord of the Rings: The Fellowship of The Ring (El Señor de los Anillos: la Comunidad del Anillo) — Howard Shore | «If I Didn't Have You» — Monsters, Inc. (Monsters S.A.); Música y Letra por Randy Newman |
| - A.I. Artificial Intelligence (A.I. Inteligencia artificial) — John Williams - A Beautiful Mind (Una mente maravillosa) — James Horner - Harry Potter and the Sorcerer's Stone (Harry Potter y la piedra filosofal) — John Williams - Monsters, Inc. (Monsters S.A.) — Randy Newman | - «May It Be» — The Lord of the Rings: The Fellowship of The Ring (El Señor de los Anillos: la Comunidad del Anillo); Música y Letra por Enya, Nicky Ryan y Roma Ryan. - «Until...» — Kate y Leopold; Música y Letra por Sting - «There You'll Be» — Pearl Harbor; Música y Letra por Diane Warren - «Vanilla Sky» — Vanilla Sky; Música y Letra por Paul McCartney |
| Mejor edición de sonido Presentado por: Halle Berry | Mejor sonido Presentado por: Halle Berry |
| Pearl Harbor — George Watters II y Christopher Boyes | Black Hawk Down (Black Hawk derribado) — Michael Minkler, Myron Nettinga y Chris Munro |
| - Monsters, Inc. (Monsters S.A.) — Gary Rydstrom y Michael Silvers | - Le fabuleux destin d'Amélie Poulain (Amélie) — Vincent Arnardi, Guillaume Leriche y Jean Umansky - The Lord of the Rings: The Fellowship of The Ring (El Señor de los Anillos: la Comunidad del Anillo) — Christopher Boyes, Michael Semanick, Gethin Creagh y Hammond Peek - Moulin Rouge! — Andy Nelson, Anna Behlmer, Roger Savage y Guntis Sics - Pearl Harbor — Kevin O'Connell, Greg P. Russell y Peter J. Devlin                                                                                       |
| Mejor dirección artística Presentado por: Cameron Díaz | Mejor fotografía Presentado por: Jodie Foster |
| Moulin Rouge! — Dirección artística: Catherine Martin; Diseño de decorados: Brigitte Broch | The Lord of the Rings: The Fellowship of The Ring (El Señor de los Anillos: la Comunidad del Anillo) — Andrew Lesnie |
| - Le fabuleux destin d'Amélie Poulain (Amélie) – Dirección artística: Aline Bonetto; Diseño de decorados: Marie-Laure Valla - The Lord of the Rings: The Fellowship of The Ring (El Señor de los Anillos: la Comunidad del Anillo) — Dirección artística: Grant Major; Diseño de decorados: Dan Hennah y Alan Lee - Gosford Park — Dirección artística: Stephen Altman; Diseño de decorados: Anna Pinnock - Harry Potter and the Sorcerer's Stone (Harry Potter y la piedra filosofal) — Dirección artística: Stuart Craig; Diseño de decorados: Stephenie McMillan | - Le fabuleux destin d'Amélie Poulain (Amélie) — Bruno Delbonnel - Black Hawk Down (Black Hawk derribado) — Slawomir Idziak - Moulin Rouge! — Donald M. McAlpine - The Man Who Wasn't There (El hombre que nunca estuvo allí) — Roger Deakins |
| Mejor maquillaje Presentado por: Ewan McGregor y Nicole Kidman | Mejor diseño de vestuario Presentado por: Ben Stiller |
| The Lord of the Rings: The Fellowship of The Ring (El Señor de los Anillos: la Comunidad del Anillo) — Peter Owen y Richard Taylor | Moulin Rouge! — Catherine Martin y Angus Strathie |
| - A Beautiful Mind (Una mente maravillosa) — Greg Cannom y Colleen Callaghan - Moulin Rouge! — Maurizio Silvi y Aldo Signoretti | - The Lord of the Rings: The Fellowship of The Ring (El Señor de los Anillos: la Comunidad del Anillo) — Ngila Dickson y Richard Taylor - Gosford Park — Jenny Beavan - Harry Potter and the Sorcerer's Stone (Harry Potter y la piedra filosofal) — Judianna Makovsky - The Affair of the Necklace (El misterio del collar) — Milena Canonero |
| Mejor montaje Presentado por: Will Smith | Mejores efectos visuales Presentado por: Tobey Maguire y Kirsten Dunst |
| Black Hawk Down (Black Hawk derribado) — Pietro Scalia | The Lord of the Rings: The Fellowship of The Ring (El Señor de los Anillos: la Comunidad del Anillo) — Jim Rygiel, Richard Taylor, Randall William Cook y Mark Stetson |
| - A Beautiful Mind (Una mente maravillosa) —Mike Hill y Dan Hanley - The Lord of the Rings: The Fellowship of The Ring (El Señor de los Anillos: la Comunidad del Anillo) — John Gilbert - Memento — Dody Dorn - Moulin Rouge! — DJill Bilcock | - A.I. Artificial Intelligence (A.I. Inteligencia artificial) — Dennis Muren, Scott Farrar, Stan Winston y Michael Lantieri - Pearl Harbor — Eric Brevig, John Frazier, Ed Hirsh y Ben Snow |

### Óscar Honorífico
- Sidney Poitier, presentado por Denzel Washington
- Robert Redford, presentado por Barbra Streisand

## In Memoriam
Kevin Spacey presentó esta sección donde se mostraba la lista de artistas homenajeados en el habitual recuerdo a las personas fallecidas en el año: Richard Stone (compositor), John A. Alonzo (cinematógrafo), Ann Sothern, Mentor Huebner (efectos especiales), William Hanna (caricaturista), Larry Tucker (guionista), Beatrice Straight, Jack Murdock, Richard Davison (efectos especiales), Jason Miller, Joe Baker, Hiroshi Tesgihara (director), Herbert Ross (director), Whitman Mayo, Jay Livingston (compositor), Anne Haney, Anthony Quinn, Carroll O'Connor, Danilo Donati (diseñador de vestuario), Jack Lemmon, Kathleen Freeman, Aaliyah, Troy Donahue, Victor Wong, Barbara Matera (diseño de vestuario), Dorothy McGuide, Samuel A. Arkoff (productor), Ray Lovejoy (editor), Charlotte Coleman, Wilkie Cooper (cinematógrafo), Roy Brocksmith, Niggel Hawthorne, Eileen Heckart, Julia Phillips (productora), Ted Demne (productor), Roy Conrad, Peggy Lee, Fredric Steinkamp (editor), George Harrison y Lawrence Tierney.

## Premios y nominaciones múltiples
| Película                                                                                             | Candidaturas | Premios |
| --- | ------------ | ------- |
| A Beautiful Mind (Una mente maravillosa)                                                             | 8            | 4       |
| The Lord of the Rings: The Fellowship of The Ring (El Señor de los Anillos: la Comunidad del Anillo) | 13           | 4       |
| Moulin Rouge!                                                                                        | 8            | 2       |
| Black Hawk Down (Black Hawk derribado)                                                               | 4            | 2       |
| Gosford Park                                                                                         | 7            | 1       |
| Monsters, Inc. (Monsters S.A.)                                                                       | 4            | 1       |
| Pearl Harbor                                                                                         | 4            | 1       |
| Iris                                                                                                 | 3            | 1       |
| Monster's Ball                                                                                       | 2            | 1       |
| Shrek                                                                                                | 2            | 1       |
| Training Day (Día de entrenamiento)                                                                  | 2            | 1       |
| No Man's Land (En tierra de nadie)                                                                   | 1            | 1       |
| Le fabuleux destin d'Amélie Poulain (Amélie)                                                         | 5            | 0       |
| In the Bedroom (En la habitación)                                                                    | 5            | 0       |
| Harry Potter and the Sorcerer's Stone (Harry Potter y la piedra filosofal)                           | 3            | 0       |
| Memento                                                                                              | 2            | 0       |
| A.I. Artificial Intelligence (A.I. Inteligencia artificial)                                          | 2            | 0       |